# أولا بيريرا رايس
أولا بيريرا رايس (بالإنجليزية: I. Rice Pereira)‏ (و. 1902 – 1971 م) هي رسامة من الولايات المتحدة الأمريكية . ولدت في تشيلسي .
توفيت في ماربيا .

## روابط خارجية
- أولا بيريرا رايس على موقع الموسوعة البريطانية (الإنجليزية)